# Laurin & Klement F

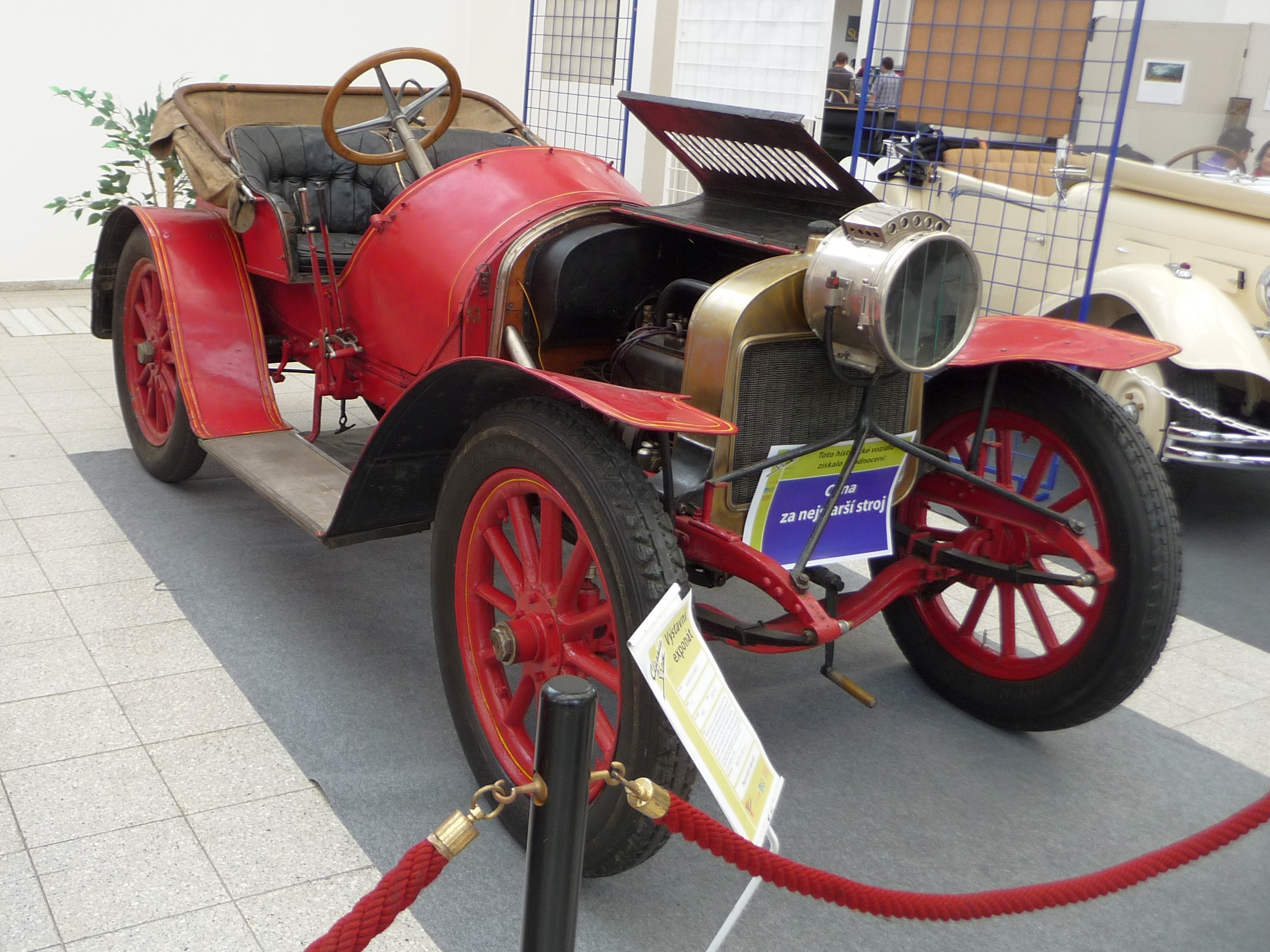
Exemplář modelu F na Classic Show Brno 2011

Laurin & Klement F byl osobní a nákladní automobil vyráběný automobilkou Laurin & Klement od roku 1907 do roku 1909. Dodával se jako faéton, limuzína, landulet, dodávka, omnibus a sanitní vůz.
Motor byl řadový čtyřválec s rozvodem SV uložený vpředu, poháněl zadní kola. Měl výkon 15 kW (21 koní), vrtání 84 mm, zdvih 110 mm a objem 2438 cm³. Mohl jet maximálně kolem 60 km/h.
Celkem se vyrobilo 371 kusů.